# القائمة الروسية للمنظمات الإرهابية (يوليو 2006)
القائمة الروسية للمنظمات الإرهابية والتي نشرتها صحيفة روسيسكايا جازيتا الروسية في 28 يوليو 2006
1. المجلس العسكري العالي لاتحاد قوات شورى المجاهدين في القوقاز (بالإنجليزية: Supreme Military Majlisul United Forces Mujahideen Shura of the Caucasus)‏
2. كونغرس شعبي الشيشان والداغستان (بالإنجليزية: Congress of the Peoples of Ichkeria and Dagestan)‏
3. القاعدة
4. عصبة الأنصار
5. تنظيم الجهاد الإسلامي المصري
6. الجماعة الإسلامية في مصر
7. جماعة الاخوان المسلمين
8. حزب التحرير الإسلامي
9. عسكر طيبة
10. الجماعة الإسلامية
11. طالبان
12. الحزب الإسلامي التركستاني (سابقا الحركة الإسلامية لأوزبكستان)
13. جمعية الإصلاح الاجتماعي
14. جمعية إحياء التراث الإسلامي
15. مؤسسة الحرمين
16. حركة مجاهدي خلق (حركة الجهاد الإسلامي)
17. جند الشام

## وصلات خارجية
- القائمة من موقع صحيفة «روسيسكايا جازيتا» الروسية، (لغة روسية)، 28 يوليو 2006
- روسيا تدرج جمعيات خيرية كويتية على قائمة الإرهاب، الإسلام اليوم، 3 سبتمبر 2006
- روسيا تنشر قائمة لجماعات «إرهابية» لا تضم حماس وحزب الله، الجزيرة نت، 29 يوليو 2006
- الحكومة الأردنية تؤكد سلمية وقانونية تنظيم الإخوان المسلمين، الجزيرة نت، 30 أغسطس 2006
- منظمة معاهدة الأمن الجماعي توسع قائمة المنظمات الإرهابية إلى 31، وكالة أنباء نوفوستي الرسمية الروسية، 7 مايو 2009